# Loudness war
Loudness war (česky válka o hlasitost) je projev konkurenčního boje mezi hudebními vydavatelstvími, případně mezi provozovateli rozhlasových stanic. Spočívá v tom, že zvukový záznam na zvukovém nosiči nebo v rozhlasovém vysílání je upraven tak, aby při poslechu zněl hlasitěji než konkurenční nahrávka či rozhlasová stanice. Při výběru nahrávky v obchodě či prolaďování rozhlasového přijímače hlasitý zvuk nahrávky či rozhlasové stanice posluchače zaujme a dá jí přednost před tišší. Proto konkurence chce být hlasitější, a tak se hudební vydavatelé a rozhlasoví vysílatelé předhánějí, kdo z nich nabídne hlasitěji znějící zvukový obsah.
Do každého zvukového nosiče a přenosového zařízení lze vpustit zvukový signál určité limitní intenzity – při překročení dojde k jejich přesycení a výsledný zvuk je zkreslený. Proto nelze intenzitu zvukového signálu zvyšovat donekonečna a proto přistoupili zvukaři k jinému řešení – začali upravovat zvuk nahrávky tak, aby se intenzita hudební skladby v každém okamžiku co nejvíce blížila maximu. Docilují toho pomocí tzv. dynamické komprese, během níž jsou tiché pasáže nahrávky zesíleny, zatímco hlasité jsou ponechány na původní úrovni (aby jejich intenzita nepřekročila možné maximum). Posluchač vnímá upravenou nahrávku jako hlasitější než neupravenou i při stejném nastavení hlasitosti.
Řeklo by se, že hlasitost si může každý upravit sám a že hlasitější zvuk neznamená horší zvuk. Ovšem vedlejším efektem zvedání hlasitosti je změna dynamického rozsahu. Dříve živá hudba se slyšitelnými poměry mezi nástroji se kvůli kompresi změní v nepřirozený rámus, protože přirozený zvuk naprosté většiny nástrojů je dynamický, má dynamickou složku a její nevhodná úprava má za následek změnu jeho charakteru v něco neživého a lidskému uchu nepřirozeného.
Poněvadž výše zmíněná dynamická komprese nahrávky vede k výrazné změně charakteru hudebního díla, stala se tato praktika terčem kritiky posluchačů, renomovaných studiových zvukařů i zvukařů hudebních vydavatelů. Dynamickou úpravou nahrávek podle jejich názoru dochází k setření původního charakteru hudební kompozice, takže záměr hudebníka nebo aranžéra je zmařen, hudební projev postrádá atmosféru a dynamiku, stává se plochým.
„Dostáváme se tak do nepříjemných situací, kdy je výborná muzika zničena masteringem jen proto, že se někdo rozhodl být hlasitější než ten druhý s vidinou většího prodeje. Je proto na nás, na posluchačích, abychom se ozvali, abychom si sami uvědomili, že chceme víc než jen tupě přijímat to, co nám je předkládáno.“
„Paradoxní na tom všem je, že komprimovaný zvuk hraje při prvním posuzování lépe, atraktivněji a především při krátkodobém poslechu ve vás vyvolá podstatně větší odezvu než zvuk tichý a dynamický. Jeho negativní dopady (únava, ztráta orientace v nahrávce, neschopnost poslouchat soustředěně a pozorně) se projeví až při delším poslechu…, ale to už je z pohledu vydavatelských firem a kapel vedlejší, protože jejich cíl je jasný – donutit vás, aby jejich nahrávka zaujala a na to jedna natlakovaná skladba, i když zvukově mizerná, postačuje.“
„Při běžném poslechu hudby poznáte problémovou nahrávku, tedy komprimovanou, docela snadno – hraje to lépe. Jakkoli paradoxně to zní, je to tak. Máte pocit, že toho slyšíte „víc“, všechny nástroje a hlasy v nahrávce jsou jasné, čitelné, všechny jsou v popředí. V podstatě platí, že pokud se vám vaše CD nebo MP3 bezvadně poslouchá při jízdě autem po dálnici nebo přes sluchátka na ulici, pravděpodobnost, že bude mít velmi omezený dynamický rozsah, téměř hraničí s jistotou. Komprese totiž tiché pasáže vytáhne na úroveň těch hlasitých, takže jemný nádech zpěvačky za mikrofonem je postaven na stejnou hlasitostní úroveň jako řev deathmetalového zpěváka. Řeknete si tak: kde je problém? Problém je v tom, že lidské ucho není na poslech komprimovaného zvuku postavené a po nějaké době, která je u každého jiná a pohybuje se od několika málo minut po třeba půl hodiny, se začne přívalu nedynamické muziky bránit – jednoduše řečeno nevydržíte oblíbenou desku poslouchat příliš dlouho. Přeskakujete tracky, ptáte se, kde je chyba, hudba nevzbuzuje emoce…“